# Номадологія
Номадологія (від номад: кочівник) — проект (концепція) нового бачення світу, запропонований  Ж. Делезом і  Ф. Гваттарі в 1970-х рр. Характеризується відмовою від ідеї жорсткої структури, заснованої на бінарних опозиціях, а також від ідеї суворого детермінізму (метафора генерала). Одним з ключових символів номадології є ризома. Номадологія також звертає увагу на появу на Заході «племінн психології», вираженої в утворенні груп, які протиставляють себе решті суспільства і створюють власну символіку та ритуали (наприклад, субкультури). За первинним задумом Делеза, викладеним в 12 главі трактату «Анти-Едіп» (1980), ці  анархістські «племена» нагадують кочівників давнини і кидають виклик репресивному апаратові цивілізації і  держави.
У цілому номадологія може розглядатися, як синонім постмодернізму у версії Делеза і Гваттарі.
У XXI столітті ідеї номадології були запозичені  казахськими мислителями, які побачили тут вираз самобутності їхньої культури, що має тюрко-кочове коріння. Зокрема пантеїстичне тенгріанство мислиться ними зняттям ідеї ієрархії і бінарізма (верх і низ, добро і зло).